# Пеан (бог)
Пеан (Пеон, Пион; др.-греч. Παιάν, Παιήων, Παιών) — в древнегреческой мифологии врач олимпийских богов. Считается, что это имя впервые начало использоваться в Микенский период как альтернатива имени Аполлона.
Дважды упоминается в Илиаде Гомера. Так, когда богиня Афродита ранена смертным героем Диомедом, которому помогла Афина, её в спешке эвакуируют на Олимп, где Пеан лечит Афродиту и добивается немедленного выздоровления. Арес лечился бальзамом по воле Зевса. Бог царства мёртвых Аид также получает лечение от Пеана, когда Геракл поражает его стрелой. Упоминается в Одиссее, кода Гомер возносит хвалу Египту, и, в том числе, его лекарственным растениям. По его словам египтяне — из племени Пеана.
Гесиод пишет, что Пеан знает лечение от всякой болезни и идентифицирует его как отдельное божество. По его словам, Аполлон или Пеан могут спасти от смерти.
Позже Пеан — это эпитет бога Аполлона, способного как приносить болезни, так и лечить их, и бога-врача Асклепия.
Аристарх Самофракийский считал Пеана независимым, отдельным богом, а Зенодот из Маллоса, напротив, приравнивал его к Аполлону.